# Uppel
Uppel, vroeger Uppelschedijk genoemd, is een klein dorp in de gemeente Altena in de provincie Noord-Brabant, in de vorm van lintbebouwing gelegen aan de Uppelsedijk, die fungeert als slaperdijk van de Biesbosch. Het dorp is gelegen in het Land van Heusden en Altena. De dichtstbijzijnde andere dorpen zijn Almkerk, Nieuwendijk en Sleeuwijk. Uppel valt voor de postadressen onder het dorp Almkerk (4286 EJ).
In het dorp staat de watertoren van Almkerk, die een herkenningspunt vormt voor het verkeer over de A27. De toren is in 2007 door Brabant Water buiten gebruik gesteld. In het polderlandschap buiten het dorp staan de Uitwijkse Molen, de Zandwijkse Molen en de Ouden Doorse Molen.
Ten noorden van Uppel bevindt zich het Fort aan de Uppelse Dijk, een onderdeel van de Nieuwe Hollandse Waterlinie en tegenwoordig een natuurgebied. Langs Uppel loopt de Uppelsche Gantel, waarnaar de Gantelweg is vernoemd.
Uppel geldt sinds 2019 als een zelfstandig dorp, in plaats van een buurtschap van Almkerk.
Hoofdplaats: Almkerk
Stad: Woudrichem      
Dorpen: Andel · Babyloniënbroek · Drongelen · Dussen · Eethen · Genderen · Giessen · Hank · Meeuwen · Nieuwendijk · Rijswijk · Sleeuwijk · Uitwijk · Veen · Waardhuizen · Werkendam · Wijk en Aalburg

Buurtschappen: Bronkhorst · Buurtje · De Baan · De Hoef · Duizend Morgen · Eng · Hill · Hoekeinde · Keizersveer · Kerkeinde · Kievitswaard · Kille · Korn · Moleneind · Oudendijk · Peerenboom · Schans · Spijk · Stenenheul · Steurgat · Uppel · Vierbannen · Vijcie · 't Zand · Zandwijk

Verdwenen plaatsen: Aartswaarde · Almonde · Eemkerk · Emmikhoven · Gansoyen · Hagoort · Honswijk · Munsterkerk · Muilkerk

Noord-Brabant: Steden en dorpen in Noord-Brabant      Nederland: Provincies · Gemeenten